# Александренко, Иван Яковлевич
Ива́н Я́ковлевич Алекса́ндренко (5 апреля 1926 — 24 января 1945) — участник Великой Отечественной войны, командир отделения 1235-го стрелкового полка 373-й Миргородской Краснознамённой ордена Суворова стрелковой дивизии 52-й армии 1-го Украинского фронта, Герой Советского Союза (10.04.1945), младший сержант.

## Биография
- 1926 г., 4 апреля — родился в селе Комаровка Глуховского района Сумской области, Украина.
- 1943 г., осень — призван в Красную Армию.
- 1944 г. — в действующей армии.
- 1945 г., 24 января — погиб в бою за плацдарм на левом берегу реки Одер у села Коттовиц (ныне Котовице, гмина Сехнице, Вроцлавский повят, Нижнесилезское воеводство, Польша). Был похоронен в населенном пункте Ратовице (гмина Черница, Вроцлавский повят, Нижнесилезское воеводство, Польша).

Указом Президиума Верховного Совета СССР от 10 апреля 1945 года, за мужество и отвагу, проявленные во время форсирования Одера, младшему сержанту Александренко Ивану Яковлевичу посмертно присвоено звание Героя Советского Союза.

## Награды
- Медаль «Золотая Звезда» Героя Советского Союза
- Орден Ленина

## Память
- В музее школы, в которой учился И. Я. Александренко, хранятся документы о его жизни и подвиге.